# Fully Loaded: In Your House
Fully Loaded: In Your House was een professioneel worstel-pay-per-viewevenement dat georganiseerd werd door World Wrestling Federation (WWF). Dit evenement was de eerste editie van Fully Loaded en vond plaats in het Selland Arena in Fresno (Californië) op 26 juli 1998.
De hoofd wedstrijd was een tag team match voor het WWF Tag Team Championship tussen de kampioenen Kane & Mankind en The Undertaker & Steve Austin. The Undertaker & Steve Austin wonnen de match en werden zo de nieuwe WWF Tag Team Champions.

## Resultaten
| Nr.                                                                          | Match | Winnaar(s)                         |
| ---------------------------------------------------------------------------- | --- | ---------------------------------- |
| 1                                                                            | Val Venis vs. Jeff Jarrett (met Tennessee Lee) in een één-op-één match                                               | Val Venis                          |
| 2                                                                            | X-Pac (met Chyna) vs. D'Lo Brown (met The Godfather) in een één-op-één match                                         | D'Lo Brown                         |
| 3                                                                            | Faarooq & Scorpio vs. Terry Funk & Justin Bradshaw in een tag team match                                             | Faarooq & Scorpio                  |
| 4                                                                            | Vader vs. Mark Henry in een één-op-één match                                                                         | Mark Henry                         |
| 5                                                                            | The Disciples of Apocalypse (met Paul Ellering) vs. L.O.D. 2000 in een tag team match                                | The Disciples of Apocalypse        |
| 6                                                                            | Owen Hart vs. Ken Shamrock in een Dungeon match met Dan Severn als scheidsrechter                                    | Owen Hart                          |
| 7                                                                            | The Rock (c) vs. Triple H (met Chyna) in een Two out of Three Falls match voor het WWF Intercontinental Championship | The Rock (c)                       |
| 8                                                                            | Jacqueline vs. Sable in een Bikini contest met Jerry Lawler als "emcee"                                              | Jacqueline                         |
| 9                                                                            | Kane & Mankind (c) vs. The Undertaker & Steve Austin in een tag team match voor het WWF Tag Team Championship        | The Undertaker & Steve Austin (nc) |
| (c) huidige kampioen voor en na de match \| (nc) nieuwe kampioen na de match | |                                    |